# 対中国輸出水産食品
対中国輸出水産食品（たいちゅうごくゆしゅつすいさんしょくひん）は、厚生労働省によって実施されている輸出促進政策のひとつ「対中国輸出水産食品の取扱いについて」(平成18年1月16日食安発第0116001号　医薬食品局食品安全部長通知（平成18年11月30日改正）により、これら中国へ向けて輸出される水産食品に対して衛生証明書が発行されている。
発行業務を行う主体は地方自治体であるが、地方事務としての法律上の規定がないことから、国の地方行政に対する過剰な介入であるとの批判もある。
香港向けに輸出される水産食品も同様の取扱いであるが、国は衛生証明書の発行を行わない。